# Bortom Åa

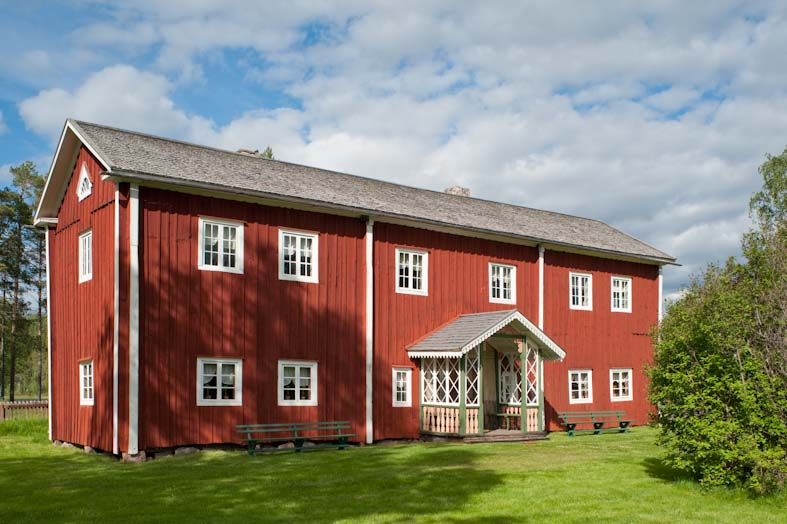
Vorderseite Altes Herrenhaus (Fågelsjö Gammelgård)

Der Weltkulturerbehof Bortom Åa (deutsch: Jenseits von Åa), auch Alter Hof von Fågelsjö, schwedisch: Fågelsjö Gammelgård, liegt in Fågelsjö (Hälsingland, Schweden), einem der ältesten Dörfer eines Gebietes, welches im 17. Jahrhundert von den Finnen kolonisiert wurde. Er ist seit dem Jahr 2012 eine von sieben Welterbestätten der Hälsingehöfe.
In dem Holzbauernhaus lebte auch Jonas Olsson, durch dessen gute Dokumentation die Geschichte des Hofes nachvollziehbar ist. Beim Auszug der letzten privaten Besitzerin Kristina Jonsdotter aus dem Alten Herrenhaus in eine neue Villa im Jahr 1910 wurde dieses unbenutzt gelassen. Sie überschrieb das Anwesen im Testament nach ihrem Tod 1943 an die Gemeinde.
Wie auch die anderen Hälsinghöfe repräsentiert Bortom Åa einen durch unabhängige Landwirte geschaffenen Höhepunkt der regionalen Holzbautradition in Hälsingland, die bis ins Mittelalter zurückreicht.